# Georges Burggraff
Georges Burggraff, in einigen Publikationen auch Georges Burggraf (* 10. Oktober 1929), ist ein ehemaliger französischer Motorrad- und Autorennfahrer sowie Taucher.

## Karriere
Georges Burggraff war in vielen Sportarten aktiv, so war er bei den Olympischen Winterspielen 1968 in Grenoble Ersatzmitglied der französischen Bobmannschaft. In den 1950er-Jahren war er als Beifahrer von René Bétemps und als Fahrer der 175-cm³-Klasse dreimal französischer Meister bei den Gespannen und den Einzelmaschinen. 1952 gewann er in der 175-cm³-Klasse in Albi den Großen Preis von Frankreich.
Auch als Autorennfahrer war Burggraff aktiv. 1957 wurde er gemeinsam mit Jacques Péron Fünfter bei der Tour de France für Automobile und 1958 erreichte er als Partner von François Picard beim 12-Stunden-Rennen von Reims ebenfalls diese Platzierung. Beim 24-Stunden-Rennen von Le Mans war er 1957 gemeldet, ging aber nicht an den Start.
In den 1970er-Jahren begann er mit dem Tauchsport und erreichte als einer der ersten Franzosen eine Tiefe von 120 Metern. Im Alter von 80 Jahren ging Burggraff, der in einem Interview erklärte, er habe in seinem Leben bei Unfällen in Zusammenhang mit Extremsport 28 Knochenbrüche erlitten, noch bei alpinen Radbewerben an den Start.

## Statistik

### Einzelergebnisse in der Sportwagen-Weltmeisterschaft
| Saison | Team      | Rennwagen               | 1   | 2   | 3   | 4   | 5   | 6   | 7   | 8   | 9   | 10  | 11  | 12  | 13  | 14  | 15  | 16  | 17  | 18  | 19  | 20  |
| ------ | --------- | ----------------------- | --- | --- | --- | --- | --- | --- | --- | --- | --- | --- | --- | --- | --- | --- | --- | --- | --- | --- | --- | --- |
| 1957   |           | Alfa Romeo Giulietta SV | BUA | SEB | MIM | NÜR | LEM | KRI | CAR |     |     |     |     |     |     |     |     |     |     |     |     |     |
| 1957   |           | Alfa Romeo Giulietta SV | DNF |     |     |     |     |     |     |     |     |     |     |     |     |     |     |     |     |     |     |     |
| 1964   | Autodelta | Alfa Romeo TZ           | DAY | SEB | TAR | MON | SPA | CON | NÜR | ROS | LEM | REI | FRE | CCE | RTT | SIM | NÜR | MON | TDF | BRI | BRI | PAR |
| 1964   | Autodelta | Alfa Romeo TZ           |     |     |     |     |     |     |     |     |     |     |     |     |     | DNF |     |     |     |     |     |     |